# Amaranth (farvestof)
 For alternative betydninger, se Amaranth. (Se også artikler, som begynder med Amaranth)
Amaranth er et farvestof der er godkendt til at tilsættes fødevarer. Det har E-nummeret E-123.
| Kemi | Spire Denne artikel om kemi er en spire som bør udbygges. Du er velkommen til at hjælpe Wikipedia ved at udvide den. |